# Клисура Казан
Клисура Казан (рум. Cazanele Dunării) је сужење у композитној долини Ђердапа на граници Србије у Румуније. 
Састоји се из две клисуре — „Велики Казан” (рум. Cazanele Mari), чије је корито широко 150—170 метара, а стрми, скоро вертикални одсеци достижу и 300 метара, што клисуру сврстава и у кањонске долине. У њој су бројни вртлози чије дубине достижу и 70 метара. Након Великог следи „Мали Казан” (рум. Cazanele Mici) са ширином корита 180 до 300 метара. 
Клисура је усечена у старије и отпорније стене, а повезује Доњемилановачку котлину са Оршавском котлином. Корито Дунава је у овом делу Ђердапске клисуре најуже. Са југа Казан опасује планина Мироч, а са севера Мунци Алмажујуј.

## Галерија
- Велики Казан, тридесетих година 20. века
- Трајанова стаза, тридесетих година 20. века
- Поглед на леву страну клисуре.
- Табла на почетку стазе која води до видиковаца крашког платоа Плоче.
- Поглед на леву страну клисуре.
- Најужи део тока Дунава.
- Део клисуре Казан виђен са видиковца Плоче.
- Камена скулптура Децибела
- Сигнална станица Варница